# Herman Frazier
Herman Ronald Frazier (* 29. Oktober 1954 in Philadelphia) ist ein ehemaliger US-amerikanischer Sprinter und Olympiasieger.
Bei den Olympischen Spielen 1976 in Montreal gewann Frazier die Bronzemedaille im 400-Meter-Lauf, hinter dem Kubaner Alberto Juantorena (Gold) und seinem Landsmann Fred Newhouse (Silber) sowie die Mannschaftsgoldmedaille in der 4-mal-400-Meter-Staffel zusammen mit Benny Brown, Newhouse und Maxie Parks vor den Teams aus Polen (Silber) und Deutschland (Bronze).
Nach seiner sportlichen Karriere betätigte sich Frazier als Sportfunktionär im nationalen Olympischen Komitee (USOC) der USA, dessen Vizepräsident er seit 1996 ist, zuletzt als Delegationschef bei den Olympischen Spielen 2004 in Athen.
| Personendaten    | Personendaten                                |
| ---------------- | -------------------------------------------- |
| NAME             | Frazier, Herman                              |
| ALTERNATIVNAMEN  | Frazier, Herman Ronald (vollständiger Name)  |
| KURZBESCHREIBUNG | US-amerikanischer Sprinter und Olympiasieger |
| GEBURTSDATUM     | 29. Oktober 1954                             |
| GEBURTSORT       | Philadelphia                                 |